# Robbie Doyle
Robert Doyle, detto Robbie (Bray, 22 aprile 1982), è un ex calciatore irlandese, di ruolo attaccante.

## Carriera
In carriera ha militato in sei diverse squadre irlandesi ed in una inglese. Nel novembre 2009 ha vinto il suo primo trofeo, la FAI Cup, con la maglia dello Sporting Fingal.

## Palmarès
- Coppa d'Irlanda: 1

Sporting Fingal: 2009